# Christian Kargl
Christian Kargl (Linz) es un deportista austríaco que compite en vela en la modalidad de crucero. Ganó una medalla de oro en el Campeonato Europeo de Vela en Alta Mar Mixto de 2019.

## Palmarés internacional
| \| Campeonato Europeo \| Campeonato Europeo \| Campeonato Europeo \| Campeonato Europeo \| \| Año \| Lugar \| Medalla \| Clase \| \| ------------------ \| ------------------ \| ------------------ \| ------------------ \| \| 2019 \| Venecia (Italia) \| Medalla de oro \| Doble mixto \| |                  |                |             |
| Campeonato Europeo |                  |                |             |
| Año | Lugar            | Medalla        | Clase       |
| 2019 | Venecia (Italia) | Medalla de oro | Doble mixto |